# Desvío km 106
Kilómetro 106 era un desvío/apartadero del Ferrocarril Central del Chubut en el departamento Gaiman, que unía la costa norte de la Provincia del Chubut con la localidad de Las Plumas en el interior de dicha provincia. Se ubicaba a dos kilómetros al oeste de la estación de Dolavon, cerca de un canal de riego, y fue construido en la década de 1920 para la extensión de la línea hacia el valle 16 de Octubre, que finalizó en la estación Alto de Las Plumas en 1925. Ya para entonces, el ferrocarril estaba bajo control estatal.

## Toponimia
El desvío tomó su nombre del punto kilométrico donde se encontraba, el cual es el kilómetro 106 de la vía férrea desde Puerto Madryn. 

## Funcionamiento
Un análisis de itinerarios de horarios de este ferrocarril a lo largo del tiempo demostró que este no era un punto de importancia para el ferrocarril. Llamativamente, no figuró en ninguno de los informes e itinerarios de horarios dedicados al ferrocarril. De este modo, los itinerarios e informes del ferrocarril hechos  en 1915, 1928, 1930, 1934, 1936, 1938, 1942, 1946, 1948 y 1955  omitieron este desvío totalmente. Debido a esto, el caso de omisión de Km 106 es único en toda la línea. Uno de los factores  que puede explicar su ausencia en los documentos podría ser que su uso era exclusivamente para auxiliar a la construcción del ferrocarril o las cargas. El único registro de este punto es el itinerario de 1940 que lo menciona como una playa de materiales con apartadero y desvío. Sin embargo, Km 106 no es mencionado en el informe de horario de las líneas del ferrocarril y solo se lo alude en una descripción del equipamiento que describe desvíos, apeadero y estaciones del Ferrocarril central del Chubut. Precisamente, en esta descripción es descripto como una mera playas de materiales por lo que no estaría habilitado para cargas o pasajeros en forma oficial.Esto concuerda con un informe técnico que afirma que la trocha métrica llegaba hasta el kilómetro 105; por ende, se aprovechó este punto para el acopio de material de trocha angosta cuando se produjo la extensión a Las Plumas.

## Características
No se vendían pasajes ni contaba con una edificación que cumpliera las funciones de estación propiamente dicha. 
El desvío se encontraba a aproximadamente 25 metros sobre el nivel del mar.  El itinerario de 1940 afirmó que el desvío contaba con un apartadero de 628 metros y desvíos de 2112 metros de longitud. Esto se replicó la recopilación de datos del itinerario de 1945 e informes de la época de clausura que lo siguió clasificando como una playa de materiales. Su falta de mención casi total en todos los itinerarios sugiere que fue desarticulado una vez paralizados todos los proyectos de extender el ferrocarril hacia la cordillera o quizás cayó en desuso de forma rápida. Por último, el desvío se emplazaba en el productivo  valle inferior del río Chubut.